# سیارک ۶۴۵

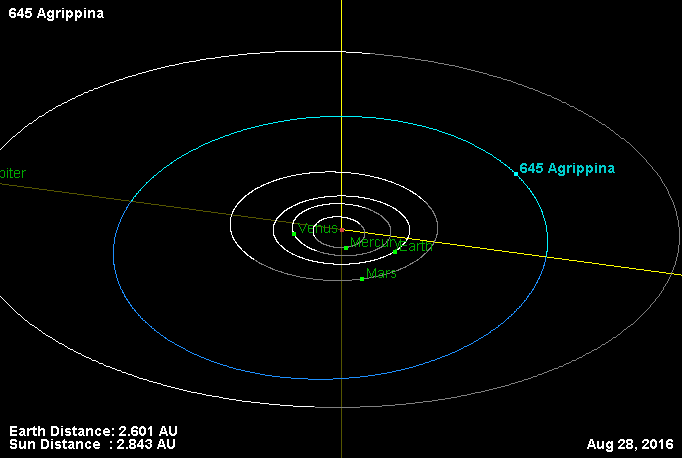
مدار سیارک 645

سیارک ۶۴۵ (به انگلیسی: 645 Agrippina، نامگذاری:1907AG) ششصد و چهل و پنجمین سیارک کشف شده‌است که در ۱۳ سپتامبر ۱۹۰۷ کشف شد.
قدر مطلق سیارک برابر ۹٫۹۴ است.